# Camille Raspail
Camille Raspail foi um médico francês e político na Assembleia Nacional como deputado por Var, de 1885 até à sua morte em 1893. Filho de François-Vincent Raspail, exerceu medicina por 44 anos. Ele está enterrado no cemitério de Montparnasse, com um busto no seu túmulo. No túmulo estão gravações que explicam que ele foi comandante-chefe dos fortes do sul durante o Cerco de Paris em 1870-1871, bem como médico e deputado de Var. O seu túmulo também tem um medalhão de bronze mostrando um perfil voltado para a esquerda, juntamente com um perfil da sua viúva e uma coroa de folha de carvalho.